# Liparis auriculata
Liparis auriculata är en orkidéart som beskrevs av Carl Ludwig von Blume och Friedrich Anton Wilhelm Miquel. Liparis auriculata ingår i släktet gulyxnen, och familjen orkidéer. Inga underarter finns listade i Catalogue of Life.